# 埼玉政財界人チャリティ歌謡祭
埼玉政財界人チャリティ歌謡祭（さいたませいざいかいじんチャリティかようさい）は、テレ玉で放送される日本のテレビ番組。

## 概要
1992年2月1日に第1回を放送。本番組を企画した理由について、テレビ埼玉は「歌で埼玉を元気にという思いに賛同いただいた政財界と番組を立ち上げた」と説明しているが、発案自体は埼玉の地元財界側からで、当時のカラオケブームに加え、同年に埼玉県知事選挙が予定されており、同選挙への出馬を予定していた現職の畑和と前参議院議長の土屋義彦を歌で対決させたらどうかとの意見が地元企業の社長間で持ち上がり、知事や自治体にも話を持ち込み、政財界の長が普段の仕事から離れて一堂に会して歌謡祭をやれないかということが発端となった。翌1993年から毎年1月1日にゴールデンタイムで2時間半（2016年までは3時間）放送されるようになった（約1週間後に再放送あり）。収録は前年11月下旬または12月初旬に行なわれる。埼玉県知事・県内市町村長・県議会議長・県内有力企業の社長や重役といった埼玉政財界を代表する要人、例年20人強が、大宮ソニックシティ大ホール（第10回～第29回、第32回）を舞台に自慢の喉を披露する。バックバンドは第1回より岡宏率いるクリアトーンズ・オーケストラが務めてきたが、第30回はカラオケが使用された。
（ゲスト歌手を除けば）本職の歌手ではない、政財界の要職にある「素人」が派手な衣装を身にまとい、生バンドをバックに独自の演出を交えながら歌を披露し、会場は出場者の支持者や社員の応援で賑わうという内容の濃さから、放送される度にネット上での反響が大きく、ネット上では「埼玉の奇祭」とも呼ばれ、2017年にはTwitter上で番組のハッシュタグがトレンドの1位を獲得したこともある。この影響により、2019年開催の第28回は、dTVチャンネルでも急遽放送された。
このチャリティ歌謡祭は、埼玉県が制定した「埼玉県文化振興基金」の趣旨に沿って、第1回から同基金に収益の全額を寄付している。寄付した累計額は、来場者や出演者の募金と実行委員会の拠出金を合わせて約2,800万円（2019年現在）。
2021年は新型コロナウイルスの感染拡大で開催を中止。これにより、放送予定日だった同年1月1日は、1992年の第1回から2020年の第29回までの名場面を振り返る『埼玉政財界人チャリティ歌謡祭 29年間の出演者すべて見せます!スペシャル』（19:00 - 21:30、再放送：同年1月10日19:00 - 21:30）を放送。約30年にわたり埼玉県の政財界を担ってきた人々の歌声を総集編として紹介するとともに、トップリーダー達から未来へのメッセージが発せられるとしている。また、収益金は埼玉政財界人チャリティ歌謡祭実行委員会より、従来の「埼玉県文化振興基金」に加え、新たに「新型コロナウイルス感染症対策推進基金」に寄付される。
2022年より第30回として再開されたが、大宮ソニックシティが2023年2月まで改修工事中でホールが使用できないことから、基本的にテレビ埼玉第1スタジオでの収録となる（一部社外での収録も行われた）。同社でのスタジオ収録は、開始当初以来のこととなる。なお、収益金は開催延期となった2021年に続いて、埼玉政財界人チャリティ歌謡祭実行委員会より、「埼玉県文化振興基金」及び「新型コロナウイルス感染症対策推進基金」に寄付される。
2023年の第31回は3年ぶりに有観客で開催されたが、上述の通り大宮ソニックシティが改修工事中のため、さいたま市文化センター大ホールを使用した。
2024年の第32回は4年ぶりに改修工事が完了した大宮ソニックシティで開催。しかし、放送当日（1月1日）に発生した令和6年能登半島地震により放送を自粛、当初再放送枠としていた同月7日19:00 - 21:30に本放送を行い、同月21日18:30 - 21:00に再放送された。また、同回より初めてYouTubeでの見逃し配信が実施され、1月21日の再放送終了後に公式アカウントにて公開された。

## 出演者
埼玉県知事や県内の市町村長、埼玉県議会議長、埼玉りそな銀行・東京ガスなどの埼玉県内に本社・支社を置く企業（番組スポンサーも兼ねている）の社長・会長・支社長など埼玉県を代表する政財界人が多数出演する。2019年の埼玉県知事選挙の際には、ネット上では選挙について「奇祭の予選会」というジョークが飛び交い、この選挙で当選した大野元裕は選挙期間中、ツイッターで「#埼玉政財界人チャリティ歌謡祭」「#埼玉政財界人チャリティ歌謡祭予選」のハッシュタグを付け、「大野を出場させてください！」とアピールしていた。
埼玉財界からの出演者としては、清水志摩子（さいたま市の結婚式場『清水園』社長）が唯一、第1回から全ての回に出場している。
歌手や女優などがゲストとして招待される。以下の各年記録にないゲストとしては、冠二郎、貴華しおり、香田晋、島津亜矢等が出演したことがある。

## 各年記録
以下、西暦は年始の放送日を示す。

### 第1-12回（1992年 - 2003年）

#### 司会者
- 池本弘三（1992年 - 2003年[1]）
- 吉澤直美（1992年）[1]

### 第13回（2004年）
出典：

#### 司会者
- 佐貫洋一
- 谷口智子（テレビ埼玉アナウンサー）

#### 出演者
| 順番 | 氏名       | 役職                           | 歌唱曲                               |
| ---- | ---------- | ------------------------------ | ------------------------------------ |
| 1    | 樋口暁子   | 蓮田市長                       | この広い野原いっぱい                 |
| 2    | 小川伊七   | 杉戸町長                       | 北の旅人                             |
| 3    | 三神正博   | 東京ガス埼玉支店長             | 愛燦燦                               |
| 4    | 石津賢治   | 北本市長                       | 天命（冠二郎）                       |
| 5    | 田中暄二   | 久喜市長                       | 泣かせるぜ                           |
| 6    | 土屋貴司   | サイカン社長                   | 人生の空から                         |
| 7    | 木下博信   | 草加市長                       | 世界に一つだけの花                   |
| 8    | 川本宜彦   | サイサン会長                   | 雨蛍（千葉一夫）                     |
| 9    | 鈴木嘉子   | 北関工業会長                   | 龍馬残影                             |
| 10   | 栗原稔     | 秩父市長                       | 旅の終りに（冠二郎）                 |
| 11   | 伊田議一   | 伊田テクノス相談役             | 兄弟船                               |
| 12   | 穂坂邦夫   | 志木市長                       | ブランデーグラス                     |
| 13   | 谷島繁人   | イーグルグループ会長           | これから音頭（大泉逸郎）             |
| 14   | 坂本祐之輔 | 東松山市長                     | フライ・ミー・トゥー・ザ・ムーン     |
| 15   | 桶本佳一   | 桶本興業会長                   | 香車（秋岡秀治）                     |
| 16   | 村重嘉文   | 埼玉りそな産業協力財団副理事長 | 夢芝居                               |
| 17   | 岡村幸四郎 | 川口市長                       | 君といつまでも                       |
| 18   | 高橋福八   | 埼玉グランドホテル社長         | 宮津節                               |
| 19   | 清水志摩子 | 清水園専務                     | オー・ソレ・ミオ                     |
| 20   | 舟橋功一   | 川越市長                       | 泣かないで（和田弘とマヒナスターズ） |
| 21   | 滝瀬副次   | 埼玉県議会議長                 | 北国の春                             |
| 22   | 塩浦綾子   | 関東自動車社長                 | 夜来香                               |
| 23   | 相川宗一   | さいたま市長                   | 希望のまち                           |
| 24   | 上田清司   | 埼玉県知事                     | シクラメンのかほり                   |

#### ゲスト
- 神野美伽
- 成世昌平

### 第14回（2005年）
出典：

#### 司会者
- 佐貫洋一
- 荒舩美栄（テレビ埼玉アナウンサー）

#### 出演者
| 順番 | 氏名       | 役職                           | 歌唱曲                             |
| ---- | ---------- | ------------------------------ | ---------------------------------- |
| 1    | 石津賢治   | 北本市長                       | 恩返し（北島三郎）                 |
| 2    | 前島静顕   | 医療法人顕正会蓮田病院理事長   | 彩 〜Aja〜                         |
| 3    | 栗原稔     | 秩父市長                       | 一本刀土俵入り（三橋美智也）       |
| 4    | 三神正博   | 東京ガス埼玉支店長             | 別れの予感                         |
| 5    | 関口定男   | 玉川村長                       | 竹とんぼ（堀内孝雄）               |
| 6    | 村重嘉文   | 埼玉りそな産業協力財団副理事長 | もしもピアノが弾けたなら           |
| 7    | 川本宜彦   | サイサン会長                   | 湯けむりの宿（西方裕之）           |
| 8    | 中島祥光   | 大宮西武ビル社長               | 昴                                 |
| 9    | 岡村幸四郎 | 川口市長                       | 思い出のグリーングラス（森山良子） |
| 10   | 高橋福八   | 埼玉グランドホテル社長         | 梅は咲いたか（市丸）               |
| 11   | 坂本祐之輔 | 東松山市長                     | 夜空を仰いで（加山雄三）           |
| 12   | 土屋貴司   | サイカン社長                   | 兄弟船                             |
| 13   | 井上直子   | 埼玉県議会議長                 | 倖せさがして                       |
| 14   | 清水志摩子 | 清水園専務                     | 愛燦燦                             |
| 15   | 谷島繁人   | イーグルグループ会長           | チャンチキおけさ                   |
| 16   | 樋口暁子   | 蓮田市長                       | 白雲の城                           |
| 17   | 相川宗一   | さいたま市長                   | 見上げてごらん夜の星を             |
| 18   | 塩浦綾子   | 関東自動車社長                 | 川の流れのように                   |
| 19   | 上田清司   | 埼玉県知事                     | 雪國                               |

#### ゲスト
- 新沼謙治
- 音羽しのぶ

### 第15回（2006年）
出典：

#### 司会者
- 佐貫洋一
- 國友真由美（テレビ埼玉アナウンサー）

#### 出演者
| 順番 | 氏名       | 役職                     | 歌唱曲                               |
| ---- | ---------- | ------------------------ | ------------------------------------ |
| 1    | 上田清司   | 埼玉県知事               | 夢一夜                               |
| 2    | 蓮見昭一   | 埼玉県議会議長           | 紬の女（竜鉄也）                     |
| 3    | 相川宗一   | さいたま市長             | ムーン・リバー                       |
| 4    | 岡村幸四郎 | 川口市長                 | 花の首飾り                           |
| 5    | 坂本祐之輔 | 東松山市長               | まつり                               |
| 6    | 田中暄二   | 久喜市長                 | 夜空を仰いで（加山雄三）             |
| 7    | 樋口暁子   | 蓮田市長                 | 桃色吐息                             |
| 8    | 石津賢治   | 北本市長                 | あずさ2号                            |
| 9    | 横田昭夫   | 行田市長                 | 北の旅人                             |
| 10   | 津久井幹雄 | 寄居町長                 | ノラ（門倉有希）                     |
| 11   | 林孝次     | 三芳町長                 | 心（林孝次）                         |
| 12   | 川本宜彦   | サイサン会長             | 泪の乾杯（竹山逸郎）                 |
| 13   | 谷島繁人   | イーグルグループ会長     | 埼玉音頭（原田忠&優太朗）            |
| 14   | 清水志摩子 | 清水園専務               | 十三夜（榎本美佐江）                 |
| 15   | 利根忠博   | 埼玉りそな銀行社長       | 襟裳岬                               |
| 16   | 田中忍     | 東京ガス埼玉支店長       | センチメンタル・カーニバル           |
| 17   | 塩浦綾子   | 関東自動車社長           | わたしゃ糸屋の器量よし（美空ひばり） |
| 18   | 高橋福八   | 埼玉グランドホテル社長   | 木更津甚句                           |
| 19   | 井手興彦   | 日酸TANAKA社長           | 星影のワルツ                         |
| 20   | 田部井功   | 毎日興業社長             | 北の漁場                             |
| 21   | 金子貴久子 | 直治薬品副社長           | 2億4千万の瞳                         |
| 22   | 山中和子   | ケアハウス和みの里理事長 | 津軽のふるさと                       |

#### ゲスト
- 島倉千代子

### 第16回（2007年）
出典：

#### 司会者
- 押阪忍
- 亀井薫

#### 出演者
| 順番 | 氏名       | 役職                         | 歌唱曲                   |
| ---- | ---------- | ---------------------------- | ------------------------ |
| 1    | 富岡勝則   | 朝霞市長                     | 北の螢                   |
| 2    | 小澤浩二   | 埼玉県電気工事工業組合理事長 | 群青                     |
| 3    | 田中暄二   | 久喜市長                     | LOVE (抱きしめたい)      |
| 4    | 田中忍     | 東京ガス埼玉支店長           | ルビーの指環             |
| 5    | 山中和子   | ケアハウス和みの里理事長     | 風に立つ                 |
| 6    | 田部井功   | 毎日興業代表取締役社長       | 兄弟船                   |
| 7    | 前島静顕   | 医療法人顕正会蓮田病院理事長 | いっそ セレナーデ        |
| 8    | 栗原稔     | 秩父市長                     | 旅立ちの日に             |
| 9    | 田島敏包   | 埼玉県議会議長               | 酒よ                     |
| 10   | 藤縄善朗   | 鶴ヶ島市長                   | ダイアナ                 |
| 11   | 井手興彦   | 日酸TANAKA社長               | 瀬戸の花嫁               |
| 12   | 川本武彦   | サイサン代表取締役社長       | ガス・ワンだフル         |
| 13   | 谷島繁人   | イーグルバス代表取締役社長   | 夫婦坂                   |
| 14   | 木村徳治   | 馬車道代表取締役社長         | 恋人も濡れる街角         |
| 15   | 岡村幸四郎 | 川口市長                     | 時の過ぎゆくままに       |
| 16   | 塩浦綾子   | 関東自動車代表取締役社長     | 幸福を売る男             |
| 17   | 利根忠博   | 埼玉りそな銀行社長           | 細雪                     |
| 18   | 相川宗一   | さいたま市長                 | 思い出のグリーン・グラス |
| 19   | 清水志摩子 | 清水園専務                   | バラ色の人生             |
| 20   | 上田清司   | 埼玉県知事                   | また逢う日まで           |

#### ゲスト
- 森光子
- 八代亜紀

### 第17回（2008年）
出典：

#### 司会者
- 押阪忍
- 亀井薫

#### 出演者
| 順番 | 氏名       | 役職                         | 歌唱曲                       |
| ---- | ---------- | ---------------------------- | ---------------------------- |
| 1    | 石津賢治   | 北本市長                     | ひとり咲き                   |
| 2    | 田部井功   | 毎日興業社長                 | 津軽海峡・冬景色             |
| 3    | 前島静顕   | 医療法人顕正会蓮田病院理事長 | さくら                       |
| 4    | 戸張胤茂   | 吉川市長                     | 祝い船                       |
| 5    | 山中和子   | ケアハウスなごみの里理事長   | 愛して愛して愛しちゃったのよ |
| 6    | 田中暄二   | 久喜市長                     | BELIEVE                      |
| 7    | 川本武彦   | サイサン社長                 | 島人ぬ宝                     |
| 8    | 井手興彦   | 日酸TANAKA社長               | 北国の春                     |
| 9    | 栗原稔     | 秩父市長                     | 芝桜音頭                     |
| 10   | 田中忍     | 東京ガス埼玉支店長           | 雪が降ってきた               |
| 11   | 高橋福八   | 埼玉グランドホテル会長       | 木遣りくずし                 |
| 12   | 吉田弘     | 埼玉県議会議長               | 花                           |
| 13   | 津久井幹雄 | 寄居町長                     | ふるさとはこの町             |
| 14   | 小澤浩二   | 埼玉県電気工事工業組合理事長 | 昴                           |
| 15   | 鈴木嘉子   | 北関工業会長                 | 人生峠                       |
| 16   | 坂本祐之輔 | 東松山市長                   | 夜空の星                     |
| 17   | 谷島繁人   | イーグルバス会長             | まつり                       |
| 18   | 木村徳治   | 馬車道社長                   | 恋人も濡れる街角             |
| 19   | 岡村幸四郎 | 川口市長                     | 季節の中で                   |
| 20   | 清水志摩子 | 清水園専務                   | 愛の讃歌                     |
| 21   | 利根忠博   | 埼玉りそな銀行会長           | 氷雨                         |
| 22   | 相川宗一   | さいたま市長                 | いい日旅立ち                 |
| 23   | 塩浦綾子   | 関東自動車社長               | ひばりの人生メドレー         |
| 24   | 上田清司   | 埼玉県知事                   | 古城                         |

#### ゲスト
- キム・ヨンジャ
- 泉ピン子

### 第18回（2009年）
出典：

#### 司会者
- 押阪忍
- 亀井薫

#### 出演者
| 順番 | 氏名       | 役職                         | 歌唱曲                     |
| ---- | ---------- | ---------------------------- | -------------------------- |
| 1    | 関口定男   | ときがわ町長                 | 津軽の花                   |
| 2    | 田部井功   | 毎日興業社長                 | 南国の夜                   |
| 3    | 木津雅晟   | 三郷市長                     | のぼり坂                   |
| 4    | 山中和子   | ケアハウスなごみの里理事長   | 富士                       |
| 5    | 高嶋英一   | 東京ガス埼玉支店長           | やさしさとして想い出として |
| 6    | 吉田信解   | 本庄市長                     | 哀の海峡                   |
| 7    | 前島静顕   | 医療法人顕正会蓮田病院理事長 | I AM YOUR SINGER           |
| 8    | 川本武彦   | サイサン社長                 | 夏の終り                   |
| 9    | 石津賢治   | 北本市長                     | ふるさと                   |
| 10   | 井手興彦   | 日酸TANAKA社長               | 男はつらいよ               |
| 11   | 深井明     | 埼玉県議会議長               | あばれ太鼓                 |
| 12   | 高橋福八   | 埼玉グランドホテル会長       | 神田祭                     |
| 13   | 田中暄二   | 久喜市長                     | for you…                   |
| 14   | 谷島繁人   | イーグルバス会長             | 北の男船                   |
| 15   | 栗原稔     | 秩父市長                     | 秩父の祭り                 |
| 16   | 木村徳治   | 馬車道社長                   | よこはま物語               |
| 17   | 利根忠博   | 埼玉りそな銀行会長           | 群青                       |
| 18   | 岡村幸四郎 | 川口市長                     | 地上の星                   |
| 19   | 清水志摩子 | 清水園専務                   | 水に流して                 |
| 20   | 大塚陸毅   | 東日本旅客鉄道会長           | 達者でナ                   |
| 21   | 塩浦綾子   | 関東自動車会長               | 車屋さん                   |
| 22   | 上田清司   | 埼玉県知事                   | 長い髪の少女               |

#### ゲスト
- 美川憲一
- デヴィ・スカルノ

### 第19回（2010年）
出典：

#### 司会者
- 押阪忍
- 亀井薫

#### 出演者
| 順番 | 氏名       | 役職                         | 歌唱曲                       |
| ---- | ---------- | ---------------------------- | ---------------------------- |
| 1    | 富岡勝則   | 朝霞市長                     | Get Along Together           |
| 2    | 谷島賢     | イーグルバス社長             | 見上げてごらん夜の星を       |
| 3    | 当麻よし子 | 所沢市長                     | なごり雪                     |
| 4    | 岩澤勝     | 嵐山町長                     | かえり船                     |
| 5    | 山中和子   | ケアハウスなごみの里理事長   | 母を恋うる歌                 |
| 6    | 小沢信義   | 毛呂山町長                   | 陽は昇る                     |
| 7    | 杣谷滋信   | 大陽日酸北関東支社長         | さらば青春                   |
| 8    | 川本宜彦   | サイサン会長                 | 舞酔い雪                     |
| 9    | 前島静顕   | 医療法人顕正会蓮田病院理事長 | WON'T BE LONG                |
| 10   | 高橋福八   | 埼玉グランドホテル会長       | 本庄名所相撲甚句             |
| 11   | 奥ノ木信夫 | 埼玉県議会議長               | 襟裳岬                       |
| 12   | 高嶋英一   | 東京ガス埼玉支店長           | Good Luck                    |
| 13   | 石津賢治   | 北本市長                     | 銀河鉄道999                  |
| 14   | 田部井功   | 毎日興業社長                 | ザ・スピリット・オブ・アロハ |
| 15   | 田中暄二   | 久喜市長                     | 愛のままで…                  |
| 16   | 木村徳治   | 馬車道社長                   | ぼくの妹に                   |
| 17   | 岡村幸四郎 | 川口市長                     | 少年時代                     |
| 18   | 利根忠博   | 埼玉りそな産業協力財団理事長 | 昴                           |
| 19   | 清水勇人   | さいたま市長                 | 世界に一つだけの花           |
| 20   | 清水志摩子 | 清水園専務                   | カルメン ハバネラ            |
| 21   | 上田清司   | 埼玉県知事                   | 惜別の歌                     |

#### ゲスト
- 小林旭
- 長山藍子

### 第20回（2011年）
出典：

#### 司会者
- 押阪忍
- 亀井薫

#### 出演者
| 順番 | 氏名       | 役職                         | 歌唱曲                      |
| ---- | ---------- | ---------------------------- | --------------------------- |
| 1    | 田部井功   | 毎日興業社長                 | 南中ソーラン                |
| 2    | 当麻よし子 | 所沢市長                     | いい日旅立ち                |
| 3    | 山中和子   | ケアハウスなごみの里理事長   | 感謝状                      |
| 4    | 会田重雄   | 松伏町長                     | 憧れのハワイ航路            |
| 5    | 杣谷滋信   | 大陽日酸北関東支社長         | 忘れもの                    |
| 6    | 富岡勝則   | 朝霞市長                     | チャンピオン                |
| 7    | 川本武彦   | サイサン社長                 | 明日があるさ                |
| 8    | 関根孝道   | 上里町長                     | 瞼の母                      |
| 9    | 谷島賢     | イーグルバス社長             | Love Me With All Your Heart |
| 10   | 小谷野五雄 | 埼玉県議会議長               | 新潟ブルース                |
| 11   | 高橋福八   | 埼玉グランドホテル会長       | 忠臣蔵三段目 道行旅路の花聟 |
| 12   | 石津賢治   | 北本市長                     | ルパン三世のテーマ          |
| 13   | 高嶋英一   | 東京ガス埼玉支店長           | 栄光の架橋                  |
| 14   | 田中暄二   | 久喜市長                     | 再会                        |
| 15   | 木村徳治   | 馬車道社長                   | ごめんね                    |
| 16   | 岡村幸四郎 | 川口市長                     | Stand Alone                 |
| 17   | 利根忠博   | 埼玉りそな産業協力財団理事長 | 乾杯                        |
| 18   | 清水勇人   | さいたま市長                 | 勇気100%                    |
| 19   | 清水志摩子 | 清水園専務                   | コンテ パルティーロ         |
| 20   | 上田清司   | 埼玉県知事                   | 季節の中で                  |

#### ゲスト
- 堀内孝雄
- 大空眞弓

### 第21回（2012年）
出典：

#### 司会者
- 押阪忍
- 亀井薫

#### 出演者
| 順番 | 氏名       | 役職                       | 歌唱曲                       |
| ---- | ---------- | -------------------------- | ---------------------------- |
| 1    | 大沢幸夫   | 日高市長                   | 北国の春                     |
| 2    | 山中和子   | ケアハウスなごみの里理事長 | 人生みちづれ                 |
| 3    | 河田晃明   | 羽生市長                   | おふくろさん                 |
| 4    | 戸所邦弘   | 埼玉りそな銀行副社長       | 青春時代                     |
| 5    | 石津賢治   | 北本市長                   | HELLO                        |
| 6    | 牧毅       | 東京ガス埼玉支店長         | 愛は勝つ                     |
| 7    | 田中暄二   | 久喜市長                   | Yours〜時のいたずら〜        |
| 8    | 川本武彦   | サイサン社長               | LET IT BE                    |
| 9    | 鈴木聖二   | 埼玉県議会議長             | 時間よ止まれ                 |
| 10   | 高橋福八   | 埼玉グランドホテル会長     | 明烏                         |
| 11   | 石木戸道也 | 皆野町長                   | 秩父音頭                     |
| 12   | 杣谷滋信   | 大陽日酸北関東支社長       | 座・ロンリーハーツ親父バンド |
| 13   | 須田健治   | 新座市長                   | また逢う日まで               |
| 14   | 木村徳治   | 馬車道社長                 | 上を向いて歩こう             |
| 15   | 岡村幸四郎 | 川口市長                   | 乾杯                         |
| 16   | 谷島賢     | イーグルバス社長           | 思いきり笑って               |
| 17   | 清水勇人   | さいたま市長               | 希望のまち                   |
| 19   | 清水志摩子 | 清水園専務                 | アヴェ・マリア               |
| 20   | 上田清司   | 埼玉県知事                 | 群青                         |

#### ゲスト
- 松坂慶子
- 水森かおり

### 第22回（2013年）
出典：

#### 司会者
- 押阪忍
- 二階堂絵美（テレ玉アナウンサー）

#### 出演者
| 順番 | 氏名       | 役職                             | 歌唱曲                     |
| ---- | ---------- | -------------------------------- | -------------------------- |
| 1    | 松本武洋   | 和光市長                         | ながれ                     |
| 2    | 赤地文夫   | 三国コカ・コーラボトリング副社長 | I Feel Coke.〜明日があるさ |
| 3    | 島田誠     | 寄居町長                         | 酒と泪と男と女             |
| 4    | 石津賢治   | 北本市長                         | 生きてる生きてく           |
| 5    | 前島静顕   | 医療法人顕正会蓮田病院理事長     | YOUNG MAN (Y.M.C.A.)       |
| 6    | 牧毅       | 東京ガス埼玉支社長               | 世界に一つだけの花         |
| 7    | 田中暄二   | 久喜市長                         | Tokyoに雪が降る            |
| 8    | 川本武彦   | サイサン社長                     | チェリー                   |
| 9    | 小島信昭   | 埼玉県議会議長                   | 酒よ                       |
| 10   | 高橋福八   | 埼玉グランドホテル会長           | お祭り                     |
| 11   | 関根孝道   | 上里町長                         | 一本刀土俵入り             |
| 12   | 山中和子   | ケアハウスなごみの里理事長       | 女の港                     |
| 13   | 杣谷滋信   | 大陽日酸北関東支社長             | 昭和最後の秋のこと         |
| 14   | 石川良三   | 春日部市長                       | 吾亦紅                     |
| 15   | 谷島賢     | イーグルバス社長                 | Open Arms                  |
| 16   | 木村徳治   | 馬車道社長                       | 三百六十五歩のマーチ       |
| 17   | 清水勇人   | さいたま市長                     | BELIEVE                    |
| 19   | 清水志摩子 | 清水園専務                       | アメイジング・グレース     |
| 20   | 上田清司   | 埼玉県知事                       | わかって下さい             |

#### ゲスト
- 大月みやこ
- 熊谷真実

### 第23回（2014年）
出典：

#### 司会者
- 堀尾正明
- 二階堂絵美（テレ玉アナウンサー）

#### 出演者
| 順番 | 氏名       | 役職                         | 歌唱曲                     |
| ---- | ---------- | ---------------------------- | -------------------------- |
| 1    | 田部井功   | 毎日興業社長                 | まつりfeat.和太鼓          |
| 2    | 井上健次   | 毛呂山町長                   | 君にいて欲しい             |
| 3    | 池田一義   | 埼玉りそな銀行副社長         | 岬めぐり                   |
| 4    | 石津賢治   | 北本市長                     | 家族になろうよ             |
| 5    | 前島静顕   | 医療法人顕正会蓮田病院理事長 | お嫁サンバ                 |
| 6    | 牧毅       | 東京ガス埼玉支社長           | One Love                   |
| 7    | 田中暄二   | 久喜市長                     | ブランデーグラス           |
| 8    | 川本武彦   | サイサン社長                 | 涙のリクエスト             |
| 9    | 松本恒夫   | 埼玉県議会副議長             | 無法松の一生～度胸千両入り |
| 10   | 高橋福八   | 埼玉グランドホテル会長       | 三千歳                     |
| 11   | 山中和子   | ケアハウスなごみの里理事長   | おんなの山河               |
| 12   | 鯨井武明   | JA埼玉県中央会・連合会会長   | 泣かせるぜ                 |
| 13   | 戸張胤茂   | 吉川市長                     | まつりfeat.神輿            |
| 14   | 谷島賢     | イーグルバス社長             | HOME                       |
| 15   | 木村徳治   | 馬車道社長                   | 長い夜                     |
| 16   | 清水勇人   | さいたま市長                 | 上を向いて歩こう           |
| 17   | 清水志摩子 | 清水園専務                   | 私は後悔しない             |
| 18   | 上田清司   | 埼玉県知事                   | さよならをもう一度         |

#### ゲスト
- 細川たかし

### 第24回（2015年）
出典：

#### 司会者
- 堀尾正明
- 二階堂絵美（テレ玉アナウンサー）

#### 出演者
| 順番 | 氏名       | 役職                         | 歌唱曲                         |
| ---- | ---------- | ---------------------------- | ------------------------------ |
| 1    | 会田重雄   | 松伏町長                     | 東京五輪音頭                   |
| 2    | 山内真輝   | 東京ガス埼玉支社長           | 冬のリヴィエラ                 |
| 3    | 石津賢治   | 北本市長                     | 太陽は罪な奴                   |
| 4    | 田部井功   | 毎日興業社長                 | ガラスのジョニーfeat.和太鼓    |
| 5    | 前島静顕   | 医療法人顕正会蓮田病院理事長 | あとひとつ                     |
| 6    | 山中和子   | ケアハウスなごみの里理事長   | 小さな春                       |
| 7    | 奥ノ木信夫 | 川口市長                     | サマータイムブルースが聴こえる |
| 8    | 川本武彦   | サイサン社長                 | ずっと好きだった               |
| 9    | 長峰宏芳   | 埼玉県議会議長               | 城ケ崎ブルース                 |
| 10   | 高橋福八   | 埼玉グランドホテル会長       | 清元 「三社祭」                |
| 11   | 田中暄二   | 久喜市長                     | 愛を信じたい                   |
| 12   | 谷島賢     | イーグルバス社長             | 心結ぶイーグルバス             |
| 13   | 木村徳治   | 馬車道社長                   | 北国の春                       |
| 14   | 坂本和雄   | 大和輸送社長                 | 旅姿三人男                     |
| 15   | 清水勇人   | さいたま市長                 | ふるさと                       |
| 16   | 清水志摩子 | 清水園専務                   | 車屋さん                       |
| 17   | 上田清司   | 埼玉県知事                   | 花の首飾り                     |

#### ゲスト
- 千昌夫

### 第25回（2016年）
出典：

#### 司会者
- 堀尾正明
- 二階堂絵美（テレ玉アナウンサー）

#### 出演者
| 順番 | 氏名       | 役職                         | 歌唱曲                 |
| ---- | ---------- | ---------------------------- | ---------------------- |
| 1    | 大澤タキ江 | 長瀞町長                     | 宝登山蝋梅音頭         |
| 2    | 山内真輝   | 東京ガス埼玉支社長           | 海 その愛              |
| 3    | 小野克典   | 桶川市長                     | 北酒場                 |
| 4    | 細井保雄   | ファイブイズホーム社長       | 幸せな結末             |
| 5    | 田部井功   | 毎日興業社長                 | 花は咲く               |
| 6    | 前島静顕   | 医療法人顕正会蓮田病院理事長 | ギザギザハートの子守唄 |
| 7    | 池田一義   | 埼玉りそな銀行社長           | 翼をください           |
| 8    | 奥ノ木信夫 | 川口市長                     | いつか街で会ったなら   |
| 9    | 川本武彦   | サイサン社長                 | ハイティーン・ブギ     |
| 10   | 本木茂     | 埼玉県議会議長               | 骨まで愛して           |
| 11   | 高橋福八   | 埼玉グランドホテル会長       | 保名                   |
| 12   | 工藤正司   | 行田市長                     | いつでも夢を           |
| 13   | 山中和子   | ケアハウスなごみの里理事長   | 一声一代               |
| 14   | 木村徳治   | 馬車道名誉会長               | 夕焼け雲               |
| 15   | 田中暄二   | 久喜市長                     | 夢でもいいから         |
| 16   | 谷島賢     | イーグルバス社長             | You Light Up My Life   |
| 17   | 清水勇人   | さいたま市長                 | 希望のまち             |
| 18   | 清水志摩子 | 清水園専務                   | 愛は限りなく           |
| 19   | 上田清司   | 埼玉県知事                   | 私鉄沿線               |

#### ゲスト
- 森昌子

### 第26回（2017年）
出典：

#### 司会者
- 堀尾正明
- 早川茉希（テレ玉アナウンサー）

#### 出演者
| 順番 | 氏名       | 役職                       | 歌唱曲                            |
| ---- | ---------- | -------------------------- | --------------------------------- |
| 1    | 大島清     | 伊奈町長                   | 仲間たち                          |
| 2    | 山内真輝   | 東京ガス埼玉支社長         | 銀河鉄道999                       |
| 3    | 池田一義   | 埼玉りそな銀行社長         | 亜麻色の髪の乙女                  |
| 4    | 田部井功   | 毎日興業社長               | 銭形平次                          |
| 5    | 小野克典   | 桶川市長                   | マツケンサンバII                  |
| 6    | 細井保雄   | ファイブイズホーム社長     | 未来予想図II                      |
| 7    | 山中和子   | ケアハウスなごみの里理事長 | ふたりの船唄                      |
| 8    | 川本武彦   | サイサン社長               | 2億4千万の瞳                      |
| 9    | 宮崎栄治郎 | 埼玉県議会議長             | あゝ人生に涙あり                  |
| 10   | 高橋福八   | 埼玉グランドホテル会長     | 申酉                              |
| 11   | 奥ノ木信夫 | 川口市長                   | 潮来笠                            |
| 12   | 谷島賢     | イーグルバス社長           | 上を向いて歩こう(Look at the Sky) |
| 13   | 田中暄二   | 久喜市長                   | セピア色の雨                      |
| 14   | 木村徳治   | 馬車道名誉会長             | ブランデーグラス                  |
| 15   | 清水勇人   | さいたま市長               | BELIEVE                           |
| 16   | 清水志摩子 | 清水園専務                 | ラストワルツ                      |
| 17   | 上田清司   | 埼玉県知事                 | 荒城の月                          |

#### ゲスト
- 鳥羽一郎

### 第27回（2018年）
出典：

#### 司会者
- 堀尾正明
- 早川茉希（テレ玉アナウンサー）

#### 出演者
| 順番 | 氏名       | 役職                         | 歌唱曲                   |
| ---- | ---------- | ---------------------------- | ------------------------ |
| 1    | 阿久根謙司 | 東京ガス埼玉支社長           | 家族になろうよ           |
| 2    | 花輪利一郎 | 寄居町長                     | 緑の地平線               |
| 3    | 池田一義   | 埼玉りそな銀行社長           | あの素晴しい愛をもう一度 |
| 4    | 中原恵人   | 吉川市長                     | 瑠璃色の地球             |
| 5    | 谷島賢     | イーグルバス社長             | 道                       |
| 6    | 富岡勝則   | 朝霞市長                     | 恋する街角               |
| 7    | 細井保雄   | ファイブイズホーム社長       | シクラメンのかほり       |
| 8    | 川本武彦   | サイサン社長                 | TOKIO                    |
| 9    | 小林哲也   | 埼玉県議会議長               | 海 その愛                |
| 10   | 高橋福八   | 埼玉グランドホテル会長       | 三千歳                   |
| 11   | 田中暄二   | 久喜市長                     | 恋                       |
| 12   | 前島静顕   | 医療法人顕正会蓮田病院理事長 | HELLO                    |
| 13   | 小野克典   | 桶川市長                     | さそり座の女             |
| 14   | 山中和子   | ケアハウスなごみの里理事長   | 孫                       |
| 15   | 木村徳治   | 馬車道名誉会長               | 足手まとい               |
| 16   | 清水勇人   | さいたま市長                 | みんながみんな英雄       |
| 17   | 清水志摩子 | 清水園専務                   | 歌いつづけて             |
| 18   | 上田清司   | 埼玉県知事                   | いい日旅立ち             |

#### ゲスト
- 市川由紀乃

### 第28回（2019年）
出典：

#### 司会者
- 堀尾正明
- 荒木優里（テレ玉アナウンサー）

#### 出演者
| 順番 | 氏名       | 役職                             | 歌唱曲           |
| ---- | ---------- | -------------------------------- | ---------------- |
| 1    | 阿久根謙司 | 東京ガス埼玉支社長               | 東京VICTORY      |
| 2    | 古谷松雄   | 杉戸町長                         | 上を向いて歩こう |
| 3    | 池田一義   | 埼玉りそな銀行代表取締役社長     | 風               |
| 4    | 菅原文仁   | 戸田市長                         | アイデア         |
| 5    | 坂本和雄   | 大和輸送代表取締役社長           | 銀座の源さん     |
| 6    | 星野光弘   | 富士見市長                       | 若い広場         |
| 7    | 川本武彦   | サイサン代表取締役社長           | if...            |
| 8    | 齋藤正明   | 埼玉県議会議長                   | 夫婦みち         |
| 9    | 高橋福八   | 埼玉グランドホテル会長           | 道行旅路花聟     |
| 10   | 小島進     | 深谷市長                         | YOUNG MAN        |
| 11   | 細井保雄   | ファイブイズホーム代表取締役社長 | 糸               |
| 12   | 奥ノ木信夫 | 川口市長                         | 人生を語らず     |
| 13   | 木村徳治   | 馬車道名誉会長                   | 恋さぐり夢さぐり |
| 14   | 谷島賢     | イーグルバス代表取締役社長       | 365日の紙飛行機  |
| 15   | 清水勇人   | さいたま市長                     | 涙くんさよなら   |
| 16   | 清水志摩子 | 清水園代表取締役社長             | ハバネラ         |
| 17   | 上田清司   | 埼玉県知事                       | 武田節           |

#### ゲスト
- 山川豊

### 第29回（2020年）
出典：

#### 司会者
- 堀尾正明
- 荒木優里（テレ玉アナウンサー）

#### 出演者
| 順番 | 氏名       | 役職                       | 歌唱曲                     |
| ---- | ---------- | -------------------------- | -------------------------- |
| 1    | 清水淳     | 東京ガス埼玉支社長         | 浪漫飛行                   |
| 2    | 梅田修一   | 久喜市長                   | 若い広場                   |
| 3    | 池田一義   | 埼玉りそな銀行社長         | 今日もどこかで             |
| 4    | 宮﨑善雄   | 吉見町長                   | まつり                     |
| 5    | 細井保雄   | ファイブイズホーム社長     | ひまわりの約束             |
| 6    | 菅原文仁   | 戸田市長                   | パプリカ                   |
| 7    | 川本武彦   | サイサン代表取締役社長     | フラワー                   |
| 8    | 神尾髙善   | 埼玉県議会議長             | 夢灯り                     |
| 9    | 高橋福八   | 埼玉グランドホテル会長     | 再茲歌舞伎花轢             |
| 10   | 森真太郎   | 小鹿野町長                 | 夢芝居                     |
| 11   | 谷島賢     | イーグルバス代表取締役社長 | 瑠璃色の地球               |
| 12   | 奥ノ木信夫 | 川口市長                   | 全部だきしめて             |
| 13   | 山中和子   | ケアハウス和みの里理事長   | 女のあかり                 |
| 14   | 木村徳治   | 馬車道名誉会長             | 逢わずに愛して             |
| 15   | 清水勇人   | さいたま市長               | 切手のないおくりもの       |
| 16   | 清水志摩子 | 清水園社長                 | パリの空の下セーヌは流れる |
| 17   | 大野元裕   | 埼玉県知事                 | 轍-わだち-                 |

#### ゲスト
- 園まり

### 第30回（2022年）
出典：

#### 司会者
- 堀尾正明
- 荒木優里（テレ玉アナウンサー）

#### 出演者
| 順番 | 氏名       | 役職               | 歌唱曲                          |
| ---- | ---------- | ------------------ | ------------------------------- |
| 1    | 清水淳     | 東京ガス埼玉支社長 | TOMORROW/岡本真夜               |
| 2    | 星野光弘   | 富士見市長         | SMILE/桑田佳祐                  |
| 3    | 木村徳治   | 馬車道名誉会長     | 二人の世界/石原裕次郎           |
| 4    | 田中琢実   | 埼玉県議会議員     | ありがとう…感謝/小金沢昇司      |
| 5    | 鈴木俊一   | 拓洋会長           | 忘れな草をあなたに/菅原洋一     |
| 6    | 福岡聡     | 埼玉りそな銀行社長 | カイト/嵐                       |
| 7    | 梅澤佳一   | 埼玉県議会議長     | 国境の風/南こうせつ             |
| 8    | 小野克典   | 桶川市長           | 三百六十五歩のマーチ/水前寺清子 |
| 9    | 鈴木勝     | 松伏町長           | 銭形平次/舟木一夫               |
| 10   | 川本武彦   | サイサン社長       | サブウェイ特急/矢沢永吉         |
| 11   | 清水勇人   | さいたま市長       | 希望のまち                      |
| 12   | 清水志摩子 | 清水園社長         | 葡萄の季節                      |
| 13   | 大野元裕   | 埼玉県知事         | 明日があるさ/ウルフルズ         |

### 第31回（2023年）
出典：

#### 司会者
- 堀尾正明
- 望月麗奈

#### 出演者
| 順番 | 氏名       | 役職                           | 歌唱曲                                                   |
| ---- | ---------- | ------------------------------ | -------------------------------------------------------- |
| 1    | 細田千恵   | 東京ガスネットワーク埼玉支社長 | さくら(独唱)/森山直太朗                                  |
| 2    | 小島進     | 深谷市長                       | 恋の季節/ピンキーとキラーズ                              |
| 3    | 福岡聡     | 埼玉りそな銀行社長             | 白い雲のように/猿岩石                                    |
| 4    | 中屋敷慎一 | 埼玉県議会議長                 | エスカレーター乗ったら NON! NON! WALK/エスカネーチャンズ |
| 5    | 鈴木俊一   | 拓洋会長                       | この愛（オリジナル曲）                                   |
| 6    | 菅原文仁   | 戸田市長                       | できっこないを やらなくちゃ/サンボマスター               |
| 7    | 新井康之   | 宮代町長                       | 帰ってこいよ/松村和子                                    |
| 8    | 川本武彦   | サイサン社長                   | IT'S UP TO YOU!/矢沢永吉                                 |
| 9    | 関伸治     | セキ薬品会長                   | マイウェイ                                               |
| 10   | 小松君恵   | コマーム会長                   | ちがうから☆ワクワク/小松将人                             |
| 11   | 小野克典   | 桶川市長                       | アイノカタチ/MISIA                                       |
| 12   | 木村徳治   | 馬車道名誉会長                 | 泣かせるぜ/石原裕次郎                                    |
| 13   | 奥ノ木信夫 | 川口市長                       | 若い加藤和彦のように/ザ・フォーク・クルセダーズ          |
| 14   | 山中和子   | ケアハウス和みの里理事長       | 高校三年生/舟木一夫                                      |
| 15   | 清水勇人   | さいたま市長                   | 野に咲く花のように/ダ・カーポ                            |
| 16   | 清水志摩子 | 清水園社長                     | 心はるかに                                               |
| 17   | 大野元裕   | 埼玉県知事                     | ありがとう/井上陽水奥田民生                              |

### 第32回（2024年）
出典：

#### 司会者
- 堀尾正明
- 野口美和

#### 出演者
| 順番 | 氏名       | 役職                           | 歌唱曲                                                 |
| ---- | ---------- | ------------------------------ | ------------------------------------------------------ |
| 1    | 細田千恵   | 東京ガスネットワーク埼玉支社長 | RPG（SEKAI NO OWARI）                                  |
| 2    | 山下博一   | 上里町長                       | 翼をください                                           |
| 3    | 福岡聡     | 埼玉りそな銀行社長             | 虹（菅田将暉）                                         |
| 4    | 山口京子   | 蓮田市長                       | 恋のバカンス                                           |
| 5    | 水野彰二   | YKK AP埼玉支社長               | 残酷な天使のテーゼ                                     |
| 6    | 山川百合子 | 草加市長                       | いつも何度でも                                         |
| 7    | 川本武彦   | サイサン社長                   | 止まらないHa〜Ha                                       |
| 8    | 立石泰広   | 埼玉県議会議長                 | L-O-V-E（ナット・キング・コール）                      |
| 9    | 小松君恵   | コマーム会長                   | こころま～るく♪ちがうから☆ワクワク（オリジナルソング） |
| 10   | 小野克典   | 桶川市長                       | 川の流れのように                                       |
| 11   | 山中和子   | ケアハウス和みの里理事長       | 恋の季節                                               |
| 12   | 奥ノ木信夫 | 川口市長                       | 今日までそして明日から                                 |
| 13   | 木村徳治   | 馬車道名誉会長                 | 北の旅人                                               |
| 14   | 清水勇人   | さいたま市長                   | 希望のまち                                             |
| 15   | 清水志摩子 | 清水園社長                     | 鏡の中のつばめ（村上進）                               |
| 16   | 大野元裕   | 埼玉県知事                     | 未来へ（Kiroro）                                       |

#### ゲスト
- はなわ

### 第33回（2025年）
出典：

#### 司会者
- 堀尾正明
- 野口美和

#### 出演者
| 順番 | 氏名       | 役職                           | 歌唱曲                               |
| ---- | ---------- | ------------------------------ | ------------------------------------ |
| 1    | 細田千恵   | 東京ガスネットワーク埼玉支社長 | 学園天国（小泉今日子）               |
| 2    | 小林哲也   | 熊谷市長                       | 上を向いて歩こう（坂本九）           |
| 3    | 水野彰二   | YKK AP埼玉支社長               | LA・LA・LA LOVE SONG（EXILE）        |
| 4    | 福岡聡     | 埼玉りそな銀行社長             | 勝手にしやがれ（沢田研二）           |
| 5    | 鹿野晃     | ふじみの救急病院名誉院長       | BELIEVE                              |
| 6    | 設楽竜也   | シタラ興産社長                 | しあわせになろうよ（長渕剛）         |
| 7    | 菅原文仁   | 戸田市長                       | 兵、走る（B'z）                      |
| 8    | 小松君恵   | コマーム会長                   | こどもパワーGO!!（オリジナルソング） |
| 9    | 齊藤邦明   | 埼玉県議会議長                 | アイノカタチ（MISIA）                |
| 10   | 川本武彦   | サイサン社長                   | サイコーなRock You!（矢沢永吉）      |
| 11   | 奥ノ木信夫 | 川口市長                       | 心の旅（チューリップ）               |
| 12   | 山中和子   | ケアハウス和みの里理事長       | 明日があるさ（坂本九）               |
| 13   | 星野光弘   | 富士見市長                     | 100万年の幸せ!!（桑田佳祐）          |
| 14   | 木村徳治   | 馬車道名誉会長                 | サヨナラ横浜（石原裕次郎）           |
| 15   | 清水勇人   | さいたま市長                   | TRAIN-TRAIN（THE BLUE HEARTS）       |
| 16   | 清水志摩子 | 清水園社長                     | 歌ある限り（ペギー葉山）             |
| 17   | 大野元裕   | 埼玉県知事                     | ニュー咲きほこれ埼玉（はなわ）       |